# Mini Anden
Susanna "Mini" Anden (Estocolm, Suècia; 7 de juny de 1978) és una model, actriu i productora sueca, que ha tingut diversos rols recurrents en The Mechanic i Chuck.

## Trajectòria
Va començar com a model als 10 anys, unint-se a Elite Model Management als 15 anys. Ha aparegut en la portada de diverses importants revistes com Vogue, Marie Claire, Cosmopolitan i ELLE. Ha participat en campanyes de moda per a Calvin Klein, Donna Karan, BCBG, Louis Vuitton, Hugo Boss i Gucci.
Ha aparegut també al catàleg de Victoria's Secret diverses vegades. Actualment pot ser vista en el nou perfum de Giorgio Armani per a dones.
Quan va sortir el videojoc de Lara Croft, Tomb Raider: Legend, estava buscant una versió en viu d'ella, va fer el casting per al paper, però aquest va ser donat a Karima Adebibe.
Va ser jutge en el concurs de Miss Univers l'any 2001. Ha aparegut en diverses pel·lícules i fins i tot va produir Buffoon.
Es va casar amb el model Taber Schroeder l'any 2001, i tots dos viuen a Los Angeles.

## Agències
- Elite Model Management - New York
- T Model Management
- Mikas - Stockholm
- Action Management
- IMG Models - New York
- Iconic Management

## Filmografia
- Trend Watch (2003) - Amfitriona
- Victoria Secret Fashion Show (2003) - Model
- Bufoon (2003) - Productora executiva
- Point&Shoot (2004) - Mini
- Ocean's Twelve (2004) - Supermodelo
- Au suivant! (2005) - Esposa de Riley
- Prime (2005) - Susie
- N.C.I.S. (2005) - Hannah Bressling
- Monk (2006) - Natasia Zorelle
- Ugly Betty (2006) - Aerin
- Fashion House (2006) - Tania Ford
- Dirt (2007) - Co-estel de Holt
- Entourage (2007) - Samantha
- Shark (2007) - Katie Paget
- Chuck (2007, 2010, 2011) - Carina[2]
- Rules Of Engagement (2008) - Melissa
- My Best Friend's Girl (2008) - Lizzy
- My Boys (2008) - Elsa
- Tropic Thunder (2008) - Krista
- G-Force (2009) - Christa
- CSI: Miami (2009) - Anna Kitson
- Knight Rider (2009) - Amfitriona de Club
- The Proposal (2009) - Simone
- Nip/Tuck (2010) - Willow Banks
- The Mechanic (2011) - Sarah
- Bones (2011) - Brittany Stephenson
- Solsidan (2012) - Kia